# Mimobolbus fulvus
Mimobolbus fulvus är en skalbaggsart som beskrevs av Hippolyte Louis Gory 1842. Mimobolbus fulvus ingår i släktet Mimobolbus och familjen Bolboceratidae. Inga underarter finns listade i Catalogue of Life.